# ユービー・ブレイク
ユービー・ブレイク（Eubie Blake）こと、本名ジェームズ・ヒューバート・ブレイク（James Hubert Blake、1887年2月7日 - 1983年2月12日）は、アメリカ合衆国の作曲家、作詞家、ラグタイム/ジャズ/ポップスのピアニスト。
1921年、長年の相方ノーブル・シスルと組んで、ブロードウェイ・ミュージカル『シャッフル・アロング』を書く。これが、世界初の黒人によるミュージカル作品となった。
「Bandana Days」「Charleston Rag」「Love Will Find A Way」「あなたの思い出 (Memories of You)」「I'm Just Wild About Harry」などがヒット。1978年開幕のミュージカル『ユービー!』は彼の作品をまとめたものである。

## 略歴

### 生い立ち
元奴隷のジョン・サムナー・ブレイク（John Sumner Blake、1838年–1917年）とエミリー・"エマ"・ジョンストン（Emily "Emma" Johnstone、1861年–1927年)の子供として、1887年ボルチモアに生誕。8人兄弟だったが、兄弟姉妹はみな幼少期に亡くなっている。
1894年、家族で引っ越し、ボルチモア港で港湾労働者として週に9ドルを稼いだ。

### 音楽

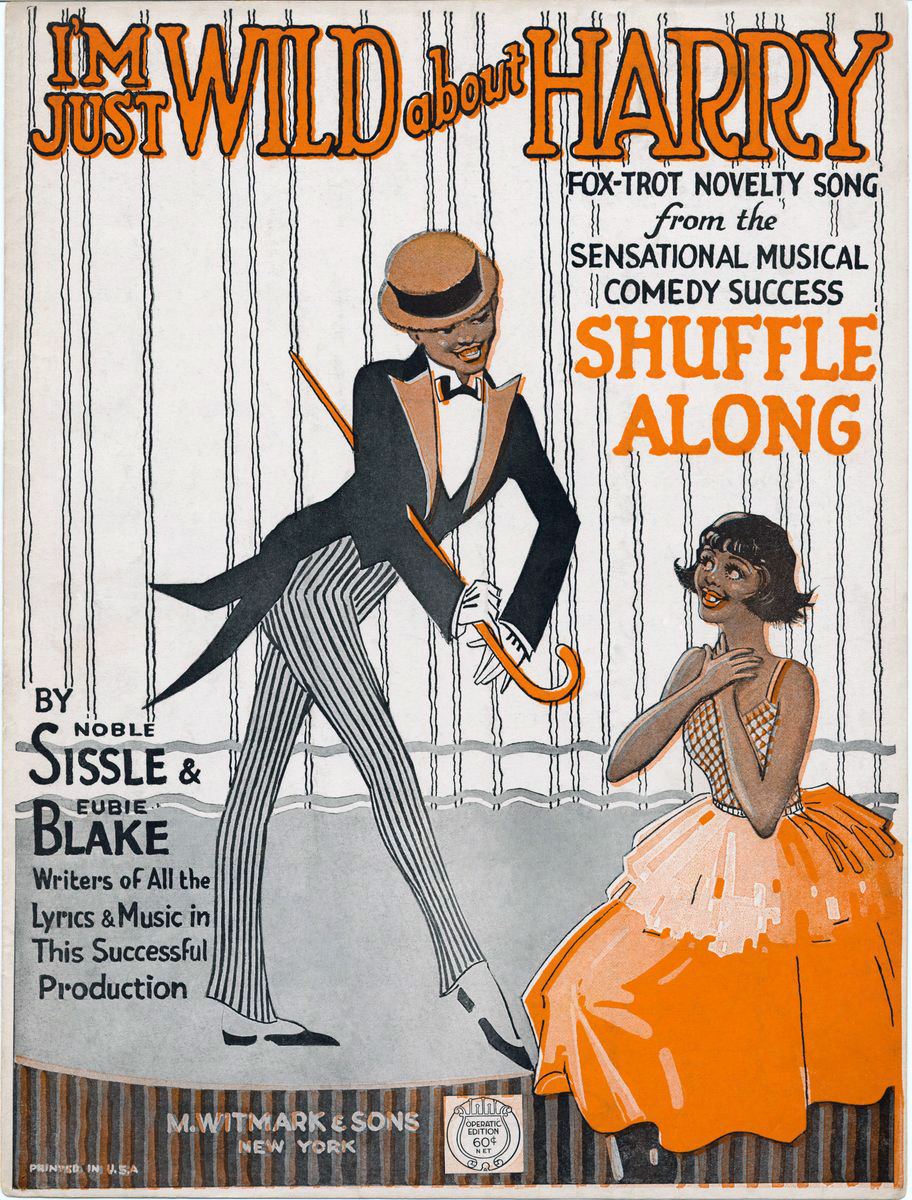
「I'm Just Wild About Harry」楽譜の表紙。シスルとブレイクによるミュージカル『シャッフル・アロング』から（1921年）

4歳で音楽を始める。母と買い物に行ったとき楽器店に迷い込み、オルガンで遊んでいるところを母親に見つかり、店主から称賛を受けたブレイク家は、75ドル（週に25セントの月賦で6年払い）でハーモニウムを購入した。
7歳、近所のメソジスト教会のオルガン奏者であったマーガレット・マーシャル (Margaret Marshall)にレッスンを受ける。
15歳、親に隠れてアギー・シェルトン (Aggie Shelton)の売春宿でピアノを弾く。
1907年、20歳の時に、ボクシングの世界王者ジョー・ガンズが、自身の運営するガンズ・ゴールドフィールド・ホテルのピアニストとして彼を雇い、ブレイクのヒットのきっかけとなった。
ブレイクによると、初めてメロディーを作ったのは「Charleston Rag」（1899年）で12歳の時だった。出版は1915年。
1912年、後にキャッスル・ウォークというダンス形態を発明して一世を風靡することになるキャッスル夫妻のボードヴィルの伴奏バンドJames Reese Europe's "Society Orchestra"で演奏。ラグタイムをやった。
1919年に戦争が終わるとノーブル・シスルと「ディキシー・デュオ (Dixie Duo)」を結成。自分たちの曲を満載したレヴュー『シャッフル・アロング』の初演を1921年に行い、ヒットした。「I'm Just Wild About Harry」や「Love Will Find a Way」などが収録されている。
1923年、リー・ド・フォレストの開発したフォノフィルム（無声映画ではない音の入った映画）3作品に出演。映画『Noble Sissle and Eubie Blake』からは「Affectionate Dan」、映画『Sissle and Blake Sing Snappy Songs』からは「Sons of Old Black Joe」と「My Swanee Home」、映画『Eubie Blake Plays His Fantasy on Swanee River』からは「Fantasy on Swanee River」がヒットした。これらのフィルムは議会図書館に保存されている。
ブレイクはワーナーの短編映画『Pie, Pie Blackbird』(1932年)にもシスルや、ニコラス・ブラザーズ、ニナ・メエ・マッキニーらと出演した。

### 私生活・後半生
1910年に結婚。1895年頃の小学生時代の同級生に出会い、ニュージャージー州アトランティック・シティーに引っ越した。
1938年、妻が結核により58歳で死去。「一人っきりになるのがどんなもんか、まったく知らなかったよ。アビスは結核だったから、時間の問題だった」とブレイクは発言。
1945年に再婚。相手はダンサーでビジネス・ウーマンで、1982年にブレイクが死ぬまでマネージャーを務めた。
1946年、キャリアが下降線をたどるとニューヨーク大学に入り、2年半で卒業。
1950年代にラグタイムがリバイバルするとラグタイム奏者・音楽史家・教育者として活躍した。20世紀フォックス・レコードとコロムビア・レコードと契約、世界中の有名大学で講演し、ジャズやラグのフェスティバルにゲストとして多数出演した。
ジョニー・カーソンのテレビ番組『The Tonight Show』によくゲスト出演した。また、レナード・バーンスタインなどの主要な指揮者にフィーチャーされた。
1981年に当時の大統領ロナルド・レーガンより大統領自由勲章を受勲。
1979年グレゴリー・ハインズとテレビ番組『サタデー・ナイト・ライブ』に出演。
10歳から85年間タバコを吸っていたので、禁煙運動への反証としてブレイクを使った政治家（タバコ生産量の多い州選出）もいた。

## 死
1983年にブルックリンで死去。誕生日会があった5日後だった。ブルックリンのサイプレス・ヒルズ墓地に埋葬された。 
| 「 | こんなに長生きするとわかっていたら、もっと自分を大事にすべきだった。 | 」 |

との言葉が残っている  。

## 略歴
1. ↑  Hanley, Peter. James Hubert Blake's WWI Draft Registration Card and essay Retrieved 25 July 2013.
2. 1 2  Koenig, Karl. “The Life of Eubie Blake”.   The Maryland Historical Society. 2007年2月17日閲覧。
3. ↑  Curtis, Constance; Herndon, Cholie (1949年4月30日). “Know your Boroughs Orchestra Men Talk About Show Business”. The New York Amsterdam News:  pp. 15
4. ↑  Southern, Eileen. "Eubie Blake". in Kernfeld, Barry. ed. The New Grove Dictionary of Jazz, 2nd Edition, Vol. 1. London: MacMillan, 2002. p. 231.
5. ↑  Haberman, Clyde & Krebs, Albin (February 5, 1979). "Notes on People: Eubie Blake Is Almost Not at the Show on Time" The New York Times, p. C12.
6. ↑  Gold, Bill (November 24, 1966). "The District Line......" The Washington Post, Times Herald p. G20.
7. ↑  Hanley, Peter.. “Everybody’s just wild about Eubie”. Monrovia Sound Studio 2007年2月10日閲覧。
8. ↑  “Eubie Blake, 1883-1983 [biography]”.   U.S. Library of Congress. 2007年6月29日閲覧。
9. ↑  Hanley, Peter. “Portraits from Jelly Roll’s later travels: April 1923–1941”.   doctorjazz.co.uk. 2009年2月9日閲覧。

## 資料
- Rose, Al (1979). Eubie Blake. New York: Schirmer Books. ISBN 0-02-872170-5
- Salute to Eubie Blake; The Rag Times; May/June 1969
- New York Times; December 27, 1982, Monday. "Eubie Blake Birthday Party. In honor of Eubie Blake's 100th birthday, St. Peter's Church, at Lexington Avenue and 54th Street, will hold a 24-hour celebration beginning at midnight February  6. The tribute to the composer will feature a host of musicians, vocalists and dancers, including Billy Taylor, Bobby Short, Dick Hyman, Honi Coles and the Copacetics, Bill Bolcom and Joan Morris, Max Morath, Marianne McPartland, Maurice Hines and Cab Calloway. Mr. Blake, born in Baltimore February  7, 1882, may attend."
- New York Times; February 13, 1983, Sunday. "Five days after his 100th birthday was celebrated with gala performances of his music, Eubie Blake, the composer and pianist whose career covered a span from the ragtime era in the 19th century to the contemporary Broadway theater a year ago, died yesterday at his home in Brooklyn"
- Waldo, Terry (2009). This is Ragtime. New York: Jazz at Lincoln Center Library Editions. ISBN 978-1-934793-01-5